# Гольнєв Микита Семенович
Микита Семенович Гольнєв (26 травня 1902, село Покровська Багачка Хорольського повіту Полтавської губернії, тепер Хорольського району Полтавської області — 4 червня 1979, місто Київ) — радянський партійний діяч, український радянський історик, директор Інституту історії партії при ЦК КПУ. Кандидат історичних наук, доцент.

## Біографія
Народився в селянській родині. У 1920 році добровольцем пішов у Червону армію, воював проти українських повстанських загонів.
З 1921 по 1928 рік працював у радянських органах.
Член РКП(б) з 1925 року.
Закінчив Дніпропетровський інститут народної освіти та аспірантуру Харківського інституту червоної професури.
Працював завідувачем кафедри ленінізму Українського інституту заочного партійного навчання при ЦК КП(б)У; завідувачем відділу пропаганди Київського міського комітету КП(б)У; керівником кафедри марксизму-ленінізму Київського педагогічного інституту; заступником директора Київського філіалу Центрального музею В. І. Леніна; доцентом Новосибірського педагогічного інституту; доцентом Київського державного університету; лектором ЦК КП(б)У.
У 1947 році захистив кандидатську дисертацію.
У  серпні (затв.) 1947 — березні 1951 року — директор Українського філіалу Інституту Маркса-Енгельса-Леніна при ЦК ВКП(б) — директор Інституту історії партії при ЦК КП(б)У. Знятий з посади «як такий, що не забезпечив керівництво інститутом».
У 1951—1956 роках — редактор, головний редактор журналу «Комуніст України».
З 1956 року — завідувач кафедри історії КПРС Інституту підвищення кваліфікації викладачів суспільних наук при Київському державному університеті імені Шевченка.
З середини 1970-х років — персональний пенсіонер республіканського значення в місті Києві.
Помер 4 червня 1979 року в місті Києві.

## Нагороди
- орден Трудового Червоного Прапора (15.09.1961)
- орден «Знак Пошани»
- медалі